# Hettie Dyhrenfurth
Hettie Dyhrenfurth (ur. 16 listopada 1892 w Karłowicach pod Wrocławiem, zm. 28 października 1972 w South Laguna w Kalifornii) – niemiecko-szwajcarska alpinistka. Brała udział w dwóch głównych wyprawach w Himalaje w roku 1930 i 1934. Wraz ze mężem Gunterem Dyhrenfurthem zdobyła złoty medal na Letnich Igrzyskach Olimpijskich w 1936 w Berlinie.

## Życiorys
Harriet Pauline (Hettie) Heymann przyszła na świat w rodzinie przemysłowców. Rodzina Dyhrenfurthów była pochodzenia żydowskiego. Wyszła za mąż za Guntera Dyhrenfurthema i w latach 1913–1918 urodziła trójkę dzieci. Mieszkała z rodziną w Austrii i Szwajcarii.
Mąż Hettie był pasjonatem wspinaczki alpinistycznej. Gdy zaczynał organizować wyprawy w góry, żona mu towarzyszyła. Dyhrenfurth uczestniczyła w międzynarodowej wyprawie himalajskiej do Kangczendzunga w 1930. Była jedyną kobietą w zespole. Hettie zarządzała transportem bagażu i zaopatrzeniem dla grupy. Zespołowi nie udało się wejść na szczyt Kangchenjunga, ale zbadał inne góry w okolicy. Hettie opublikowała książkę o swoich doświadczeniach z wyprawy pod tytułem Memsahb im Himalaja.
W 1936 Dyhrenfurthowie zostali odznaczeni złotym medalem olimpijskim w alpinizmie. Wówczas po raz trzeci i ostatni raz wręczono nagrodę. Została przyznana w uznaniu osiągnięć pary podczas wyprawy na górny lodowiec Baltoro w Karakorum w 1934, gdzie zdobyli pierwsze wejście ze wszystkich czterech szczytów góry Sia Kangri. Podczas tej wyprawy Dyhrenfurth ustanowiła rekord wysokości kobiet wynoszący 7315 m, który nie został pobity przez 20 lat.
Synem Hettie był Norman Dyhrenfurth.

## W filmach
- The Throne of the Gods[7] – film dokumentalny z 1933 o wyprawie grupy Dyhrenfurtha na szczyt Jongsong
- To The Third Pole (Zum Dritten Pol)[8] – niemiecki film dokumentalny z 2008 o rodzinie Dyhrenfurth, wyreżyserowany przez Juergen Czwienk i Andreasa Nickela.